# Lido Pimienta
Lido Pimienta (Barranquilla, 1986) es una cantautora colombo-canadiense. Logró reconocimiento tras su álbum de 2016 La Papessa, por el que ganó el premio Polaris en 2017. Su música incorpora una gran variedad de elementos, influyendo estilos musicales indígenas y afrocolombianos como la cumbia y el bullerengue, al igual que el synthpop y la música electrónica.

## Primeros años
Originaria de Barranquilla, Colombia, Lido se trasladó a Canadá, mudándose a London, Ontario antes de trasladarse definitivamente a Toronto, donde está radicada en la actualidad. Su padre falleció cuando ella tenía apenas seis años.

## Carrera
Pimienta lanzó su álbum debut, Color, en 2010. El disco fue producido por Michael Ramey, el esposo de Pimienta en ese momento y fue publicado por la discográfica estadounidense KUDETA. Tras la separación de la pareja, Pimienta cursó estudios en crítica de arte, además de prepararse en producción musical antes de lanzar su segundo larga duración, La Papessa en 2016. Ese mismo año colaboró con el dúo de música electrónica A Tribe Called Red en varias canciones del álbum We Are the Halluci Nation.
Tras el lanzamiento de La Papessa, producido por la propia Lido Pimienta, ganó el premio de cincuenta mil dólares en los Premios Polaris 2017, uno de los galardones más importantes en la industria musical canadiense. El diario The Globe and Mail se refirió a Lido como "el futuro del rock and roll canadiense" y la nombró "la artista del año".

## Plano personal
Pimienta se identifica como queer. Tiene ascendencia afrocolombiana y wayú. Es madre autónoma
.

## Discografía
- Color (2010)
- La Papessa (2016)
- Miss Colombia  (2020)
- La Belleza (2025)